# Рэй, Шамоли
Шамоли Рэй (бенг. শ্যামলী রায়; род. 5 апреля 1994, Нарайл, Кхулна) — лучница из Бангладеш, выступающая в соревнованиях по стрельбе из олимпийского лука. Участница Олимпийских игр 2016 года.

## Биография
Шамоли Рэй родилась 5 апреля 1994 года. Начала заниматься стрельбой из лука в 2007 году, а спустя три года состоялся её дебют на международных соревнованиях.
В 2013 году Шамоли участвовала на чемпионате мира в Белеке. Она оказалась лишь на 113-й в отборочном раунде и даже не попала в первый раунд плей-офф, куда прошли 104 лучшие лучницы. Она также участвовала в миксте с Руханом Схана, но также не прошла квалификацию, заняв 43-е место.
На Азиатских играх в 2014 году после рейтингового раунда заняла 36 место и в первом раунде плей-офф попала на индонезийку Диананда Чойруниса, которой уступила 2:6 по сетам.
В 2015 году в Копенгагене приняла участие во втором для себя чемпионате мира. Занимала 81-е место после рейтингового раунда. Соперницей в первом матче плей-офф для Шамоли стала японка Саори Нагаминэ, которая победила со счётом 6:2 по сетам.
Решением Международного Олимпийского комитета были предоставлены три дополнительные квоты в женских индивидуальных соревнованиях, которые распределялись по приглашениям. Одно из них получила Бангладеш, в результате чего Шамоли Рэй смогла участвовать в первых для себя Олимпийских играх.
В соревнованиях по стрельбе из лука на Летних Олимпийских играх 2016 года в Рио-де-Жанейро Рэй заняла 53-е место, набрав 600 очков в предварительном раунде. Первой её соперницей в плей-офф стала мексиканка Габриэла Баярдо, которая одержала победу всухую. Несмотря на быстрый вылет из соревнований, Шамоли Рэй поручили нести флаг на церемонии закрытия Олимпиады.